# Lopadorrhynchus krohnii
Lopadorrhynchus krohnii är en ringmaskart som först beskrevs av Jean Louis René Antoine Édouard Claparède 1870.  Lopadorrhynchus krohnii ingår i släktet Lopadorrhynchus och familjen Lopadorrhynchidae. Inga underarter finns listade i Catalogue of Life.